# Préverenges
Préverenges is een gemeente en plaats in het Zwitserse kanton Vaud, en maakt deel uit van het district Morges.
Préverenges telt 4424 inwoners.